# Reinier Nooms

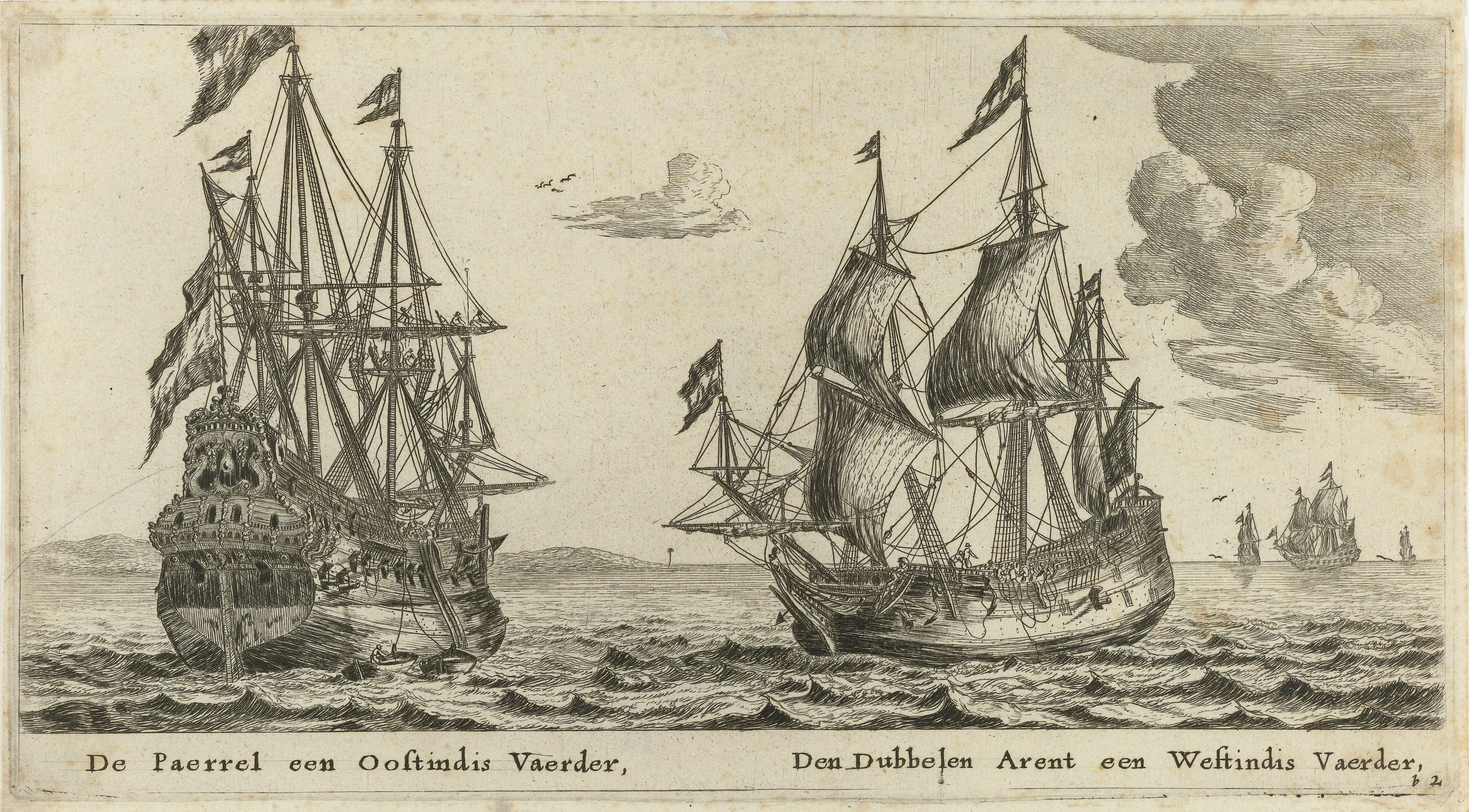
De Paerrel een Oostindis Vaerder, Den Dubbelen Arent een Westindis Vaerder, ca. 1650, Rijksmuseum, Amsterdam

Reinier Nooms (Amsterdam (?), ca. 1623 - aldaar, augustus 1664) was een Noord-Nederlandse schilder, tekenaar en prentkunstenaar, die voornamelijk schepen en marines schilderde. Hij wordt in de literatuur meestal Reinier Nooms genoemd. Hij signeerde zijn werken echter met de naam ‘R. Zeeman’.

## Levensloop
Nooms werd hoogstwaarschijnlijk geboren in Amsterdam. Na een ruig leven als zeeman begon hij – waarschijnlijk op latere leeftijd – met schilderen, etsen en graveren. Het is niet bekend hoe hij dit leerde. Zijn kennis van scheepvaart is duidelijk in zijn werk: schepen en buitenlandse locaties werden zeer nauwkeurig en gedetailleerd afgebeeld en dienden als voorbeeld voor andere kunstenaars.
Nooms was een veelbereisde kunstenaar. Hij bezocht Parijs, Venetië en mogelijk ook Berlijn. Hij reisde tussen 1661 en 1663 op de vloot van Michiel de Ruyter mee voor diens strafexpedities langs de Noord-Afrikaanse kust. Tijdens deze reis maakte hij een serie schetsen van de havens van onder meer Algiers en Tripoli. Na zijn terugkomst in de Republiek werkte Nooms deze uit tot schilderijen.
Vooral de Nederlandse overwinningen in de zeeslagen van de Engels-Nederlandse Oorlogen waren een geliefd onderwerp. Zo schilderde hij het vlaggenschip Aemilia van Maarten Tromp voor de Slag bij Duins in 1639. Dit schilderij hangt nu in het National Maritime Museum in Londen. Zijn schilderij van de Slag bij Livorno in 1653 hangt nu in het Rijksmuseum in Amsterdam.
Vanaf de jaren 1650 begon Nooms met het vervaardigen en aanvankelijk ook uitgeven van series etsen van schepen en topografische vergezichten, faits après le naturel. Dit etswerk wordt gekenmerkt door een grote verfijning en werd door veel andere kunstenaars gebruikt als voorbeeld. Vooral de 19e-eeuwse Franse etser Charles Meryon werd in grote mate door hem beïnvloed. Nooms' Parijse stadsgezichten inspireerden Meryon tot zijn eigen reeks etsen van Parijs. Hij droeg zelfs werk in dichtvorm op aan Nooms.
Een van Nooms' laatste schilderijen, uit 1664, toont het IJ en 's Lands Zeemagazijn (het magazijn van de marine, nu het Scheepvaartmuseum) in Amsterdam. Het schilderij hangt nu, heel toepasselijk, in datzelfde Scheepvaartmuseum.

## Afbeeldingen

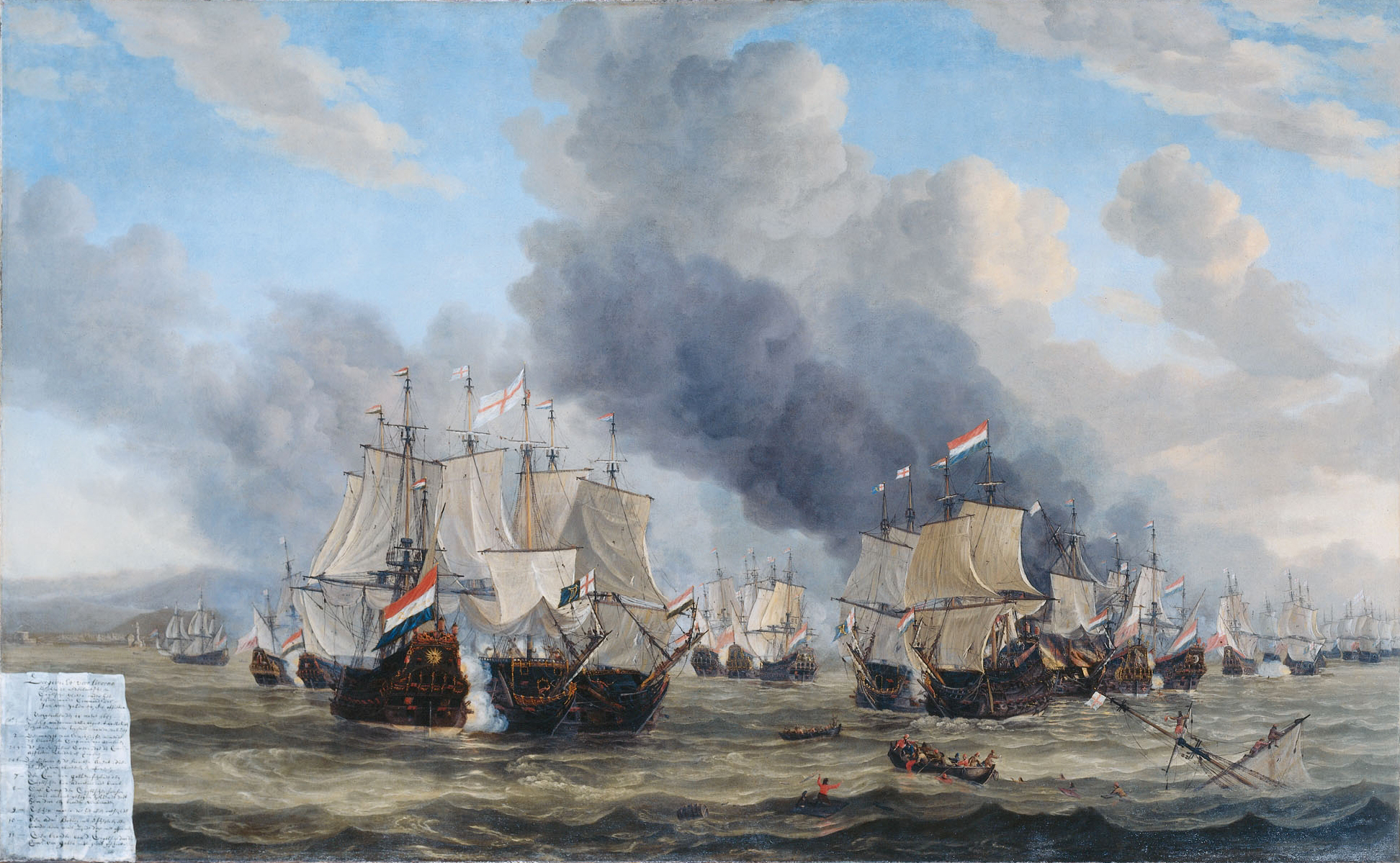
De zeeslag bij Livorno, 1653 (of later), Rijksmuseum Amsterdam
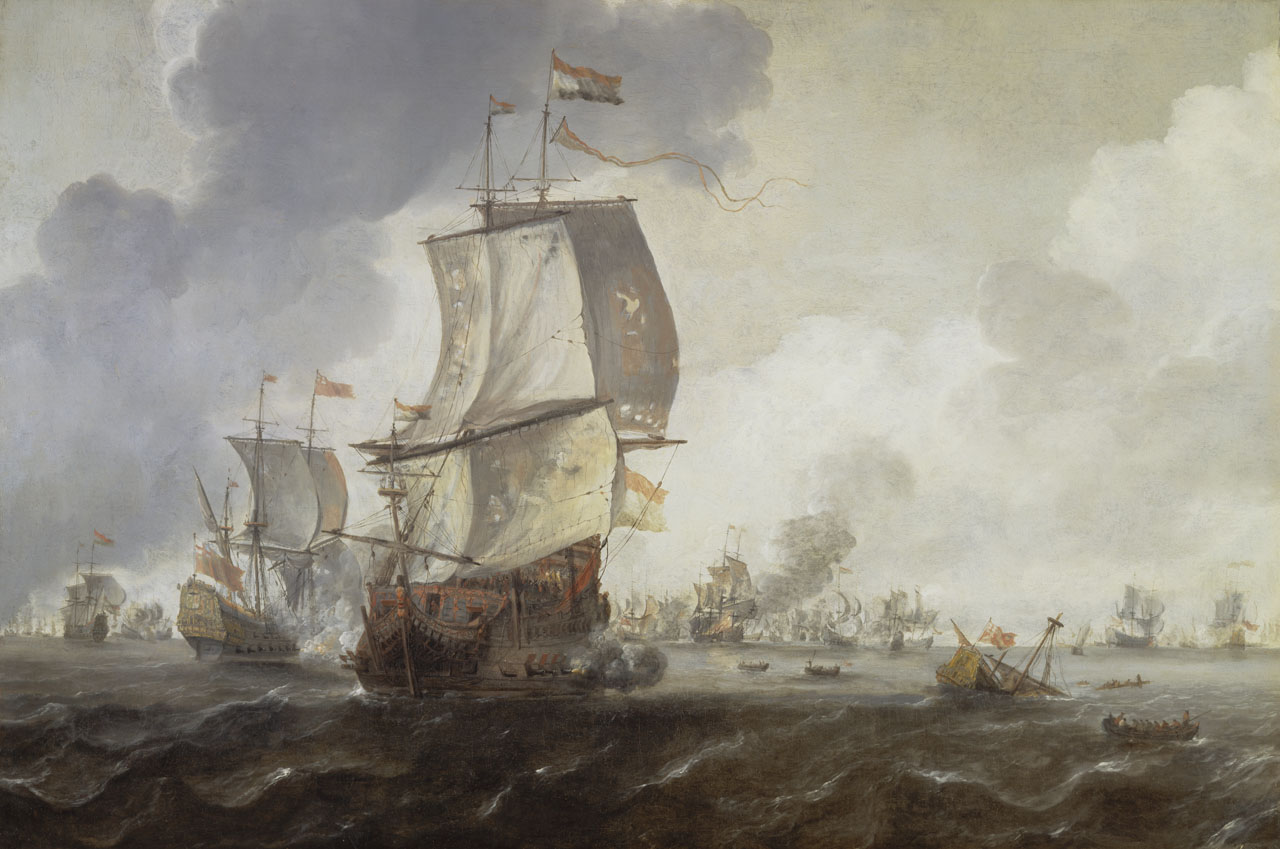
Zeeslag in de First Dutch War, 1652-54, National Maritime Museum, Londen
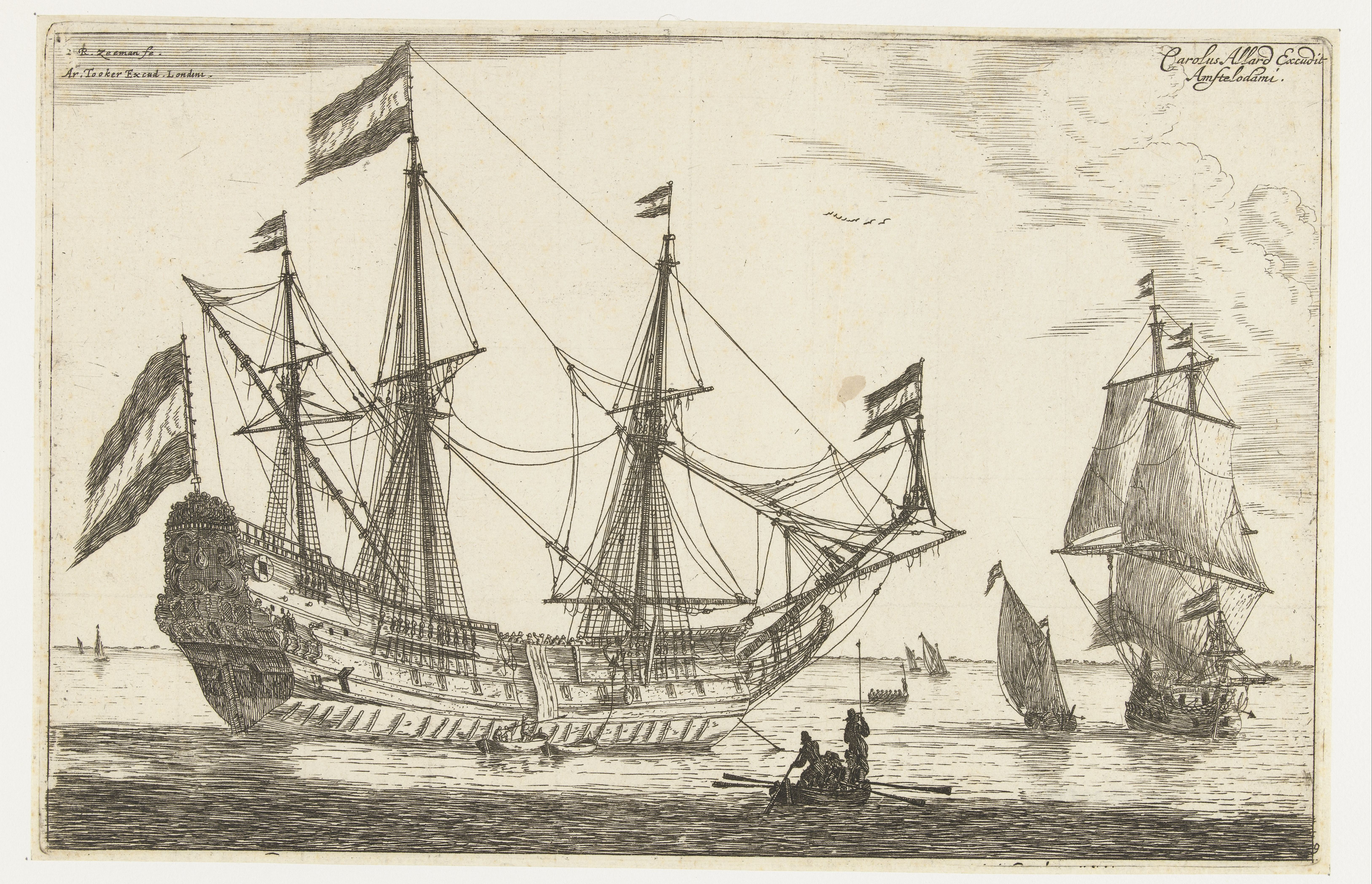
Zeilschepen en een roeiboot, ets, Rijksmuseum Amsterdam